# Farní sbor Českobratrské církve evangelické v Kroměříži
Farní sbor Českobratrské církve evangelické v Kroměříži je sborem Českobratrské církve evangelické v Kroměříži. Sbor spadá pod Východomoravský seniorát. Sborový dům se nachází na Riegrově náměstí v měšťanském domě Blahoslavův sbor zapsaném jako nemovitá Kulturní památka České republiky s číslem 39566/7-6009 (49°17′49″ s. š., 17°23′38″ v. d.).
Farářem sboru byl Ivan Ryšavý, nyní sbor spravuje f. Alexandra Prčíková, kurátorem sboru je  Martin Kolář.

## Faráři sboru
- Ilja Burian vikář (1943–1945)
- Jan Vencovský vikář (1953–1953)
- Jan Lukáš Mgr. vikář (1954–1957)
- Jan Lukáš Mgr. farář (1957–1968)
- Jan Blahoslav Horký farář (1968–1942)
- Jan Jun vikář (1992–1994)
- Pavla Hudcová vikářka (1994–1995)
- Ivan Ryšavý farář (1997–2005)
- Erika Petříčková farářka (2005–2006)
- Ivan Ryšavý farář (2006–2018)
- sbor neobsazen (2018-2024)
- Alexandra Prčíková od 2024